# Dilmen
Dilmen ist ein türkischer männlicher und weiblicher Vorname, der auch als Familienname auftritt.

## Namensträger

### Familienname
- Burak Dilmen (* 1963), türkischer Fußballspieler und -trainer
- Deniz Dilmen (* 2005), türkischer Fußballtorhüter
- Güngör Dilmen (1930–2012), türkischer Dramatiker und Dramaturg
- Rıdvan Dilmen (* 1962), türkischer Fußballspieler und -trainer